# Комунистичка партија Аустрије
Комунистичка партија Аустрије је политичка партија у Аустрији. Основана је 1918. године, а њено деловање је било забрањено у периоду аустрофашизма 1933—1945. године. Одиграла је важну улогу у аустријском антифашистичком покрету отпора.

## Историја
Комунистичка партија Аустрије основана је 3. новембра 1918. године под утицајем идеја Октобарске револуције и незадовољства становништва због недостатка основних животних намирница. Аустријски комунисти оснивали су сопствене Совјете широм Аустрије, али само у индустријски развијенијим центрима. Мала група њих покушала је да 12. новембра 1918. изврши пуч, али пошто није био добро припремљен и неодобрен од стране Лењинове владе, био је угушен у року од неколико часова.
Током постојања Прве аустријске републике, КП Аустрије имала је слаб утицај међу друштвом, будући да је Социјалдемократска партија Аустрије контролисала већину синдиката и имала кадрове који су знали како да организују раднике у борби за њихова права.
Аустрофашистичка влада Енгелберта Долфуса забранила је 1933. легално деловање КП Аустрије, чији су чланови наставили рад у илегали (били су припремљени на овакав сценарио још од краја 1920-их). Била је забрањена и СДП Аустрије, па су неки њени чланови уско сарађивали с комунистима. Аустријски комунисти су учествовали у велики радничким демонстрацијама 1934. године, што је био последњи покушај да се врати демократија у Аустрију.
Аустријски комунисти одбили су да усвоје Стаљинову осуду социјалдемократа на конгресу Коминтерне, због чега је након забране њихове партије доста разочараних аустријских социјалдемократа приступило КП Аустрије. Тако је број чланова КПА са 4.000 порастао на 16.000.
КП Аустрије заговарала је аустријски идентитет као засебан од немачкога.
Након совјетско-немачког споразума 1939. године, Совјети су поједине аустријске комунисте у егзилу у Совјетском Савезу предали нацистима, а након немачког напада на СССР 1941, пружили су подршку аустријским комунистима.
Током немачке окупације Аустрије, комунисти су деловали у антифашистичком покрету отпора заједно са хришћанским социјалистима, католицима, монархистима и сељачким странкама. Укупно је током рата у борбама против фашизма погинуло око 2.000 аустријских комуниста.
После рата 1945, КП Аустрије имала је 7 заступника у коалиционој влади Карла Ренера. Иако су мисили да ће освојити више, на парламентарним изборима 1945. аустријски комунисти су освојили само 5,4% гласова и добили 4 заступника у парламенту.
КП Аустрије учествовала је у великим радничким демонстрацијама 1950. године због чега су се владајући уплашили да би комунисти могли искористити штрајкове као излику за пуч.
Аустрија је од 1945. до 1955. године била подељена у окупационе зоне међу Савезницима. Након одласка Совјета и заоштравања Хладног рата, утицај КП Аустрије у политици земље је опао. Насилно гушење мађарске револуције 1956. утицало је на смањење броја чланова у КПА.
Аустријски комунисти су 1968. првобитно били осудили интервенцију Варшавског пакта у Чехословачкој, али су од 1971. подржали СССР у том чину.
Због опадања чланства и утицаја, КП Аустрије је од 1970-их почела да прихвата политику еврокомунизма и прилагодила се новим политичким токовима у Западној Европи.
Партија је након распада Источног блока и даље суочена с одливом чланства и новим изазовима у европској политици.
КПА је чланица Партије европске левице и Уједињене европске левице-Нордијске зелене левице.